# Mnemoblocco di Stato
Mnemoblocco di Stato (The Mindblocked Man) è un romanzo di fantascienza dello scrittore statunitense Jeff Sutton scritto nel 1972.

## Trama
Un anziano in preda ad amnesia si ritrova inspiegabilmente in un appartamento di una megalopoli terrestre. Egli apprende con il tempo della familiarità del luogo misterioso e di una sua facoltà telecinetica, grazie alla quale scampa ad un arresto e a diversi agguati senza un motivo plausibile. Una cicatrice sulla fronte testimonia una recente operazione, probabile causa della perdita di memoria, indotta per un fine misterioso. L'anziano si troverà presto coinvolto in una trama politica ad alto livello e che coinvolge il vertice dell'amministrazione del Sistema Solare.